# Atilio Cremaschi
Atilio Cremaschi Oyarzún (Punta Arenas, 1923. március 8. – Santiago de Chile, 2007. szeptember 3.) chilei labdarúgócsatár.

## Pályafutása
1941 és 1953 között az Unión Española, 1953 és 1958 között a Colo-Colo, 1959–60-ban a Rangers de Talca labdarúgója volt. Az Unión Españolával és a Colo-Colóval két-két chilei bajnoki címet szerzett. 1945 és 1954 között 31 alkalommal szerepelt a chilei válogatottban és tíz gólt szerzett. Részt vett az 1950-es brazíliai világbajnokságon, ahol július 2-i  a Chile – Amerikai Egyesült Államok mérkőzésen (5–2) három gólt szerzett.

## Sikerei, díjai
Unión Española
- Chilei bajnokság
  - bajnok (2): 1943, 1951

 Colo-Colo
- Chilei bajnokság
  - bajnok (2): 1953, 1956
- Chilei kupa
  - győztes: 1958